# فيامبالا
فيامبالا مدينة أرجنتينية تقع غرب مقاطعة كاتاماركا في مدينة تينوغاستا.
```
 «
Fiambalá
» 
(طالع 
قائمة المشاركين في التحرير
)
```

‌